# Margaret Whitton
Margaret Whitton (* 30. November 1949 in Philadelphia, Pennsylvania; † 4. Dezember 2016 in Palm Beach, Florida) war eine US-amerikanische Schauspielerin.

## Karriere
Whitton begann ihre Karriere auf der Bühne am Broadway, bevor sie in den 1980er Jahren durch Nebenrollen in erfolgreichen Kinofilmen weltweite Bekanntheit erlangte. Zu diesen Filmen gehören Rocket Man – Der Beste aller Zeiten, 9½ Wochen, Das Geheimnis meines Erfolges (in dem sie die verführerische Tante von Michael J. Fox spielte), Wolfsmilch und Der Mann ohne Gesicht. In dem Baseballfilm Die Indianer von Cleveland sowie der Fortsetzung Die Indianer von Cleveland II verkörperte sie das eingebildete Ex-Showgirl Rachel Phelps, das einen Baseballverein von ihrem Ehemann erbt.
Im Fernsehen übernahm sie 1991 die Hauptrolle in der Sitcom Good & Evil, von der elf Episoden produziert, aber nur sechs bis zur Absetzung durch die American Broadcasting Company ausgestrahlt wurden. Ab Mitte der 1990er-Jahre wandte sie sich schauspielerisch wieder dem Theater zu und absolvierte seitdem keine Film- und Fernsehrollen mehr.
Hinter der Kamera war Whitton im Jahr 2011 Regisseurin und Produzentin des Kinofilms A Bird of the Air, in dem Rachel Nichols, Anjanette Comer und Linda Emond die Hauptrollen übernahmen. Zudem leitete sie die Produktionsfirma Tashtego Films.

## Privatleben
Margaret Whitton war seit 1993 in zweiter Ehe mit Warren Spector, dem ehemaligen Ko-Präsidenten der mittlerweile aufgelösten US-amerikanischen Investmentbank Bear Stearns, verheiratet. Sie war Fan der Baseballmannschaft New York Yankees. Margaret Whitton starb am 4. Dezember 2016 im Alter von 67 Jahren an einer Krebserkrankung.

## Filmografie (Auswahl)
- 1973: The Line – Tausend Meilen bis zur Hölle (Parades)
- 1975: Teenage Hitchhikers
- 1975–1976: The Doctors (Seifenoper)
- 1982: Liebe hinter Gittern (Love Child)
- 1984: Miami Vice (Fernsehserie, Folge Glades)
- 1986: Rocket Man – Der Beste aller Zeiten (The Best of Times)
- 1986: 9½ Wochen (Nine 1/2 Weeks)
- 1986/1988: Spenser (Spenser: For Hire; Fernsehserie, 2 Folgen)
- 1987: Das Geheimnis meines Erfolges (The Secret of My Success)
- 1987: Baby Boom – Eine schöne Bescherung (Baby Boom)
- 1987: Wolfsmilch (Ironweed)
- 1989: Little Monsters
- 1989: A Fine Romance (Fernsehserie, 13 Folgen)
- 1989: Die Indianer von Cleveland (Major League)
- 1991: Familienstreß (Big Girls Don't Cry... They Get Even)
- 1991: Good & Evil (Fernsehserie, 6 Folgen)
- 1993: Der Mann ohne Gesicht (The Man Without a Face)
- 1994: Die Indianer von Cleveland II (Major League II)
- 1994: Die Geschworene – Verurteilt zur Angst (Trial by Jury)
- 2011: A Bird of the Air (als Regisseurin)